# عودة غوار: الأصدقاء
عودة غوار: الأصدقاء هو مسلسل اجتماعي سوري درامي أنتج وعرض في شهر رمضان في العام الميلادي 1998 يتحدث عن مواضيع اجتماعية واقتصادية وإنسانية، من بطولة دريد لحام وناجي جبر وحسام تحسين بيك (الأصدقاء الثلاثة) وعدد من الممثلين السوريين مثل عصام عبه جي وحسن دكاك وأحمد رافع وجيما دريوسي وجيهان عبد العظيم واللبنانية برناديت حديب.
المسلسل مرتبط بشكل غير مباشر بمسلسلات دريد لحام القديمة التي ظهر بها بشخصية غوار الطوشة في السبعينيات من القرن الماضي، وكان هذا المسلسل بمثابة عودة جديدة للشخصية في الوقت الحاضر زمن عرضه.

## القصة
تدور قصة المسلسل عن غوار الذي تقتل زوجته ويتهم بقتلها ويدخل للسجن مدة 20 سنة، ويخرج ليبحث عن ابنته فيجدها، ويثبت لها بطريقة ذكية أنه شريف وبريء من أي تهمة، ويتخلل المسلسل أحداث إنسانية واجتماعية مختلفة ولابد من النكهة الكوميدية الطاغية على المسلسل.

## شخصيات المسلسل
- دريد لحام غوار الطوشة
- ناجي جبر أبو عنتر
- حسام تحسين بيك تحسين
- عصام عبه جي أبو العز بيك
- حسن دكاك خال تحسين
- أحمد رافع عدنان بيك
- برناديت حديب نورا زوجة غوار
- سوسن ميخائيل فطينة
- أميمة الطاهر والدة تحسين
- فدوى محسن زوجة الخال
- هالة شوكت جدة أبو عنتر
- عزة البحرة ياسمين
- غادة بشور ام العز
- ميلاد يوسف رامز
- جيما دريوسي أمل ابنة غوار
- جيهان عبدالعظيم حسنة
- محمد خاوندي بلعط
- مازن لطفي النقيب رئيس المخفر
- طارق الشيخ عبد الرزاق
- ايمن بهنسي لئز الأول
- نزار أبو حجر السجين بقاووش ابوعنتر
- داود الشامي السجين بقاووش ابوعنتر
- محمد كيلاني السجان
- عادل علي فؤاد رئيس بلديه الريف
- مرشد ضرغام زعيم قاووش غوار